# Alexandre Lazoutkine
Alexandre Ivanovitch Lazoutkine (en russe : Алексапдр Иванович Лазуткин), né le 30 octobre 1957, est un pilote-cosmonaute de la fédération de Russie.

## Biographie
Il a été choisi comme cosmonaute le 3 mars 1992.

## Vols réalisés
Son premier vol était sur Soyouz TM-25, sur lequel il était l'ingénieur de vol. Il a décollé le 10 février 1997, à destination de Mir, en tant que membre de la mission Mir EO-23. C'est durant son séjour à bord de Mir qu'eut lieu la collision entre la station et un cargo spatial de ravitaillement Progress M-34, mettant dangereusement en péril l'équipage. Il revint sur Terre le 14 août 1997.

## Honneur
L'astéroïde (633909) Lazoutkine porte son nom.